# Dominique Thiébaut
Ne doit pas être confondu avec Dominique Thiébaut Lemaire.
Dominique Thiébaut est une spécialiste des peintures italiennes et françaises des XIVe et XVe siècles, conservateur général au département des peintures du musée du Louvre.

## Biographie
Dominique Thiébault est une spécialiste des peintures italiennes et françaises de la Pré-Renaissance (de manière approximative : XIVe siècle) et de la première Renaissance (... première moitié du XVe siècle) dont elle a la charge dans le cadre des collections au Louvre. On lui doit plusieurs livres, catalogues d'exposition et articles se rapportant à cette période, entre autres sur Andrea Mantegna en 2008, conjointement avec Giovanni Agosti.
Par décret du Président de la République en date du 19 février 2007, Mme Dominique Thiébaut a été nommée conservateur général du patrimoine à compter du 1er janvier 2006.